# Irã nos Jogos Olímpicos de Verão de 1996
O Irão (português europeu) ou Irã (português brasileiro) competiu nos Jogos Olímpicos de Verão de 1996 em Atlanta, nos Estados Unidos. Levou 18 atletas que participaram em 6 desportos, acabando por conquistar 3 medalhas, todas na luta.

## Medalhas
| Atleta           | Esporte | Evento                        | Medalha |
| ---------------- | ------- | ----------------------------- | ------- |
| Rasoul Khadem    | Lutas   | Luta livre 82-90kg masculino  | Ouro    |
| Abbas Jadidi     | Lutas   | Luta livre 90-100kg masculino | Prata   |
| Amir Reza Khadem | Lutas   | Luta livre 74-82kg masculino  | Bronze  |